# Michele Didoni
Michele Didoni (* 7. března 1974, Milán, Lombardie) je bývalý italský atlet, mistr světa v chůzi na 20 km z roku 1995.

## Sportovní kariéra
V roce 1993 se stal juniorským mistrem světa v chůzi na 10 kilometrů. O dva roky později se stal v 21 letech nečekaným mistrem světa v chůzi na 20 kilometrů. Na olympiádě v Atlantě v roce 1996 tak úspěšný nebyl, do cíle této trati došel na 34. místě. Také na následujících světových či evropských šampionátech se už v chodeckých závodech nedostal na stupně vítězů, nejlepším umístěním pro něj bylo sedmé místo na mistrovství světa v roce 1997 a desáté místo na světovém šampionátě o dva roky později. Svůj osobní rekord na 20 kilometrů chůze 1:19:59 vytvořil při svém vítězném závodě na mistrovství světa v Göteborgu v roce 1995.